# Axel Hägerström
Axel Anders Theodor Hägerström (Vireda, 6 settembre 1868 – 7 luglio 1939) è stato un filosofo e giureconsulto svedese.
Figlio di un pastore della Chiesa di Svezia, fu studente dell'Università di Uppsala, dove in seguito insegnò dal 1893 fino al suo ritiro nel 1933.
È meglio noto come il fondatore della scuola di pensiero di Uppsala e come teorizzatore scandinavo del movimento del realismo giuridico.

## Il pensiero
Il grande contributo di Hägerström al pensiero giuridico valse al filosofo e giureconsulto svedese un'importanza basilare all'interno del panorama antiformalista e per tutta la filosofia del diritto in generale. Prendendo le mosse da una forma di realismo giuridico già teorizzata negli Stati Uniti, egli supera di gran lunga la limitata riflessione sul ruolo del giudice come creatore di diritto, così come le posizioni sulla prevedibilità delle sentenze, che avevano visto la contrapposizione fra gli scettici rispetto alle regole, fra cui Llewellyn, e quelli rispetto ai fatti. Grazie al suo pensiero, la scuola scandinava non si estinguerà all'indomani del secondo conflitto mondiale, come quella statunitense, ma giungerà ad influenzare profondamente anche la nostra attuale giurisprudenza. Suo allievo e continuatore, che svilupperà il profilo più caratteristico del realismo scandinavo, sarà Lunstedt.

### Ontologia e gnoseologia
Secondo la filosofia di Hägerström sono assolutamente fallaci tutti quei pensieri che pongono alle proprie fondamenta un disegno metafisico; nella sua opera, Hägerström si premura più volte di sottolineare come la filosofia si debba liberare dalla metafisica per gettare uno sguardo più concreto sui fatti e sui dati reali, uniche cose che esistono. La metafisica comporta delle false astrazioni, ed induce in errori grossolani nell'analisi di ogni realtà, compresa quella giuridica. Per cui, elemento imprescindibile per comprendere la filosofia giuridica di Hägerström, è la frase che egli pone in apertura del suo pensiero: praeterea censeo metaphisicam esse delendam, ed inoltre stabilisco che la metafisica debba essere distrutta.
Secondo questo approccio, dunque, sono solo i dati sensibili, di cui l'uomo può accorgersi empiricamente, gli unici esistenti. Il profilo ontologico è così completato e compenetrato da un'osservazione gnoseologica o epistemologica; se solo il dato sensibile esiste, solo questo può essere conosciuto. Dunque è la gnoseologia che si pone alla base dell'ontologia; in altre parole Hägerström sostiene che tutto quanto può essere conosciuto esiste, rifiutando così la lunga tradizione che ha trovato in Kant il suo massimo sintetizzatore, secondo cui esistono cose anche oltre la fisica, appunto metafisica, ma l'uomo non può conoscerle (binomio fenomeno-noumeno). È come se in Hägerström l'ontologia non sia qualcosa di più grande e compiuto della gnoseologia, ma i due aspetti si implichino vicendevolmente. Esiste solo ciò che può essere conosciuto e solo ciò che può essere conosciuto esiste. Un panorama assai più ridotto del kantiano noumeno, parte dell'ontologia, se così si può dire, che l'uomo non potrà mai cogliere.

### Contro lo statualismo: lawill theory

#### Il dato psicologico
Secondo tale visione ontologico-gnoseologica verrebbe da pensare che Hägerström voglia rifiutare qualunque dato non appartenente al mondo sensibile. In realtà, la filosofia di Hägerström non si mantiene entro un orizzonte così limitato: il giurista svedese, infatti, attribuisce un ruolo fondamentale alla dimensione interna e psicologica dell'individuo. Del resto, non è qualcosa di metafisico l'analisi della psiche dell'individuo: anzi, proprio essa ha giocato e gioca ancora nel mondo contemporaneo un ruolo fondamentale, specie in ambito morale e giuridico. I valori che l'uomo attribuisce alle cose o alle azioni nascono infatti – e mantengono – una dimensione assolutamente psicologica. Cosicché, qualunque fatto noi valutiamo morale o immorale, è così determinato dalla nostra individualità, ed esclusivamente da essa.

#### La mistificazione
Proprio per questo, lo Stato e le classi sociali al potere hanno attuato una profonda mistificazione della realtà: oggettivando il ruolo psicologico della valutazione morale, in quanto formatosi come sentire comune di una ristretta collettività, se non di un'unica persona, hanno fatto sì che il mondo del diritto venisse deviato da comportamenti ritenuti erroneamente morali, nel senso di una moralità diffusa all'interno della società: la morale è invece un elemento assolutamente psicologico e, in quanto tale, personale e profondamente individuale. Così facendo, appaiono distorte le visioni statualistiche, imperativistiche e volontaristiche, che vorrebbero tutta la giurisprudenza ricondotta all'unica fonte statale, come posta da un organo sovrano – sia esso collegiale sia individuale – come nata dalla sua propria volontà. Ciò finisce non solo per schiacciare tutte le singole menti, ma, così facendo, imponendo un'unica morale, vengono creati valori assolutamente mistificatori e del tutto avulsi dalla realtà sociale. Tale stato di cose, coincidente con lo Stato, è definito da Hägerström will theory, teoria dei valori.

#### Il realismo di Hägerström
Proprio per questo motivo, la giurisprudenza dovrà essere riconsegnata alle aule di tribunale – in questo essendo il realismo di Hägerström molto vicino alla scuola statunitense – e i soggetti del diritto dovranno essere i giuristi e gli scienziati del diritto. I quali, consci della terribile mistificazione via via imposta dallo Stato attraverso la classe in quel momento dominante, dovranno svelare le verità morali e giuridiche – arrivando così Hägerström a rendere assai sfumato il limite tra tali due ambiti, contro una tradizione che aveva tutto tentato per mantenerli distinti – attingendo direttamente dal sense of duty, il senso di giustizia che scorre e attraversa tutta la società. Solo così la will theory nata con lo statualismo potrà esaurire i suoi effetti, e gli ambiti della morale e del diritto verranno ricondotti alla società, la quale produce, modifica, sostituisce ed estingue istanze giuridiche ed etiche.

### Sviluppi successivi e influenze in Lunstedt, Olivecrona e Ross
Il pensiero di Hägerström è stato assolutamente fondamentale nel panorama giuridico contemporaneo, ed ancora oggi influenza profondamente il diritto, specie quello delle aree della cosiddetta common law. Raccogliendo in parte un'eredità lasciata dalla scuola statunitense, magari anche indirettamente, fa sì che il realismo giuridico non si esaurisca con l'estinguersi di quello americano, ma lo arricchisce di nuova importante linfa. Nel suo pensiero si possono rintracciare tutte le istanze che verranno, una per una e singolarmente, sviluppate dagli altri tre maggiori filosofi giuridici scandinavi, Lunstedt, Olivecrona e Alf Ross: il cosiddetto realismo psicologico, particolarmente approfondito da Lunstedt, quello normativistico, da Olivecrona, e quello comportamentistico, già presente nello statunitense Oliver W. Holmes, posto in una sintesi, con tutto il realismo americano, da Alf Ross, e con quello psicologico, profilo più caratteristico del realismo scandinavo, e, questi due insieme, con il pensiero di uno dei maggiori filosofi del diritto del XX secolo, Hans Kelsen. La will theory di Hägerström ha così influenzato la teorizzazione della "scienza della giustizia" di Lunstedt, mentre il sense of duty eserciterà un fascino significativo sull'opera di Karl Olivecrona, Law as Fact.